# Ioamnet Quintero
Ioamnet Quintero (La Habana, Cuba  8 de septiembre de 1972) es una exatleta cubana especialista en salto de altura que ganó la medalla de bronce en los Juegos Olímpicos de Barcelona 1992 y se proclamó campeona del mundo en Stuttgart 1993.

## Trayectoria
Con 16 años se proclamó campeona en los Juegos Panamericanos Junior disputados en Santa Fe (Argentina) en 1989. Repetiría este título en la edición celebrada en Kingston en 1991. En 1990, se proclamó por primera vez campeona nacional de Cuba. Su primera victoria importante a nivel internacional la logró en los Juegos Panamericanos de La Habana en 1991.
Su consagración llegó en los Juegos Olímpicos de Barcelona 1992, cuando consiguió, contra todo pronóstico, la medalla de bronce con una marca de 1,97, siendo superada únicamente por la alemana Heike Henkel (oro con 2.02) y la rumana Alina Astafei (plata con 2,00). Pocas semanas después de los Juegos logró la victoria en la Copa del Mundo celebrada en La Habana. Quintero acabó ese año en 5.ª posición del ranking mundial con un salto de 1.98 logrado el 30 de mayo en Wörrstadt.
El 5 de marzo de 1993, consiguió en Berlín un salto de 2,01 en pista cubierta. Este sería el mejor salto de su vida en cualquier superficie. En el verano de ese mismo año, lograría su éxito más importante al proclamarse en Stuttgart campeona del mundo al aire libre, gracias a un salto de 1.99. Poco después de estos campeonatos, consiguió en Mónaco un salto de 2,00, que sería su mejor marca al aire libre y la tercera del ranking mundial de ese año.
Tras este año su carrera comenzó a declinar y ya no volvería a lograr éxitos tan importantes. Sus únicos resultados destacables fueron su victoria en los Juegos Panamericanos de Mar del Plata en 1995, y la 5.ª posición en el Campeonato Mundial en pista cubierta de París 1997. Participó en los Juegos Olímpicos de Atlanta 1996 donde con un salto de 1.90 no consiguió pasar a la final. Su última gran competición fueron los Juegos Olímpicos de Sídney 2000, donde tampoco logró el pase a la ronda definitiva, quedándose con una mejor marca de 1.92.
Además de sus éxitos a nivel internacional, se proclamó ocho veces campeona nacional de Cuba (1990, 1991, 1992, 1993, 1995, 1996, 2000 y 2001).

## Resultados
| Año  | Competición               | Ciudad        | Puesto    | Marca |
| ---- | ------------------------- | ------------- | --------- | ----- |
| 1991 | Juegos Panamericanos      | La Habana     | 1.ª       | 1.88  |
| 1992 | Juegos Olímpicos          | Barcelona     | 3.ª       | 1.97  |
| 1992 | Copa del Mundo            | La Habana     | 1.ª       | 1.94  |
| 1993 | Campeonato Mundial Indoor | Toronto       | 6.ª       | 1.97  |
| 1993 | Campeonato Mundial        | Stuttgart     | 1.ª       | 1.99  |
| 1995 | Juegos Panamericanos      | Mar del Plata | 1.ª       | 1.94  |
| 1995 | Campeonato Mundial        | Gotemburgo    | eliminada | 1.90  |
| 1996 | Juegos Olímpicos          | Atlanta       | eliminada | 1.90  |
| 1997 | Campeonato Mundial Indoor | París         | 5.ª       | 1.95  |